# Колэнерго

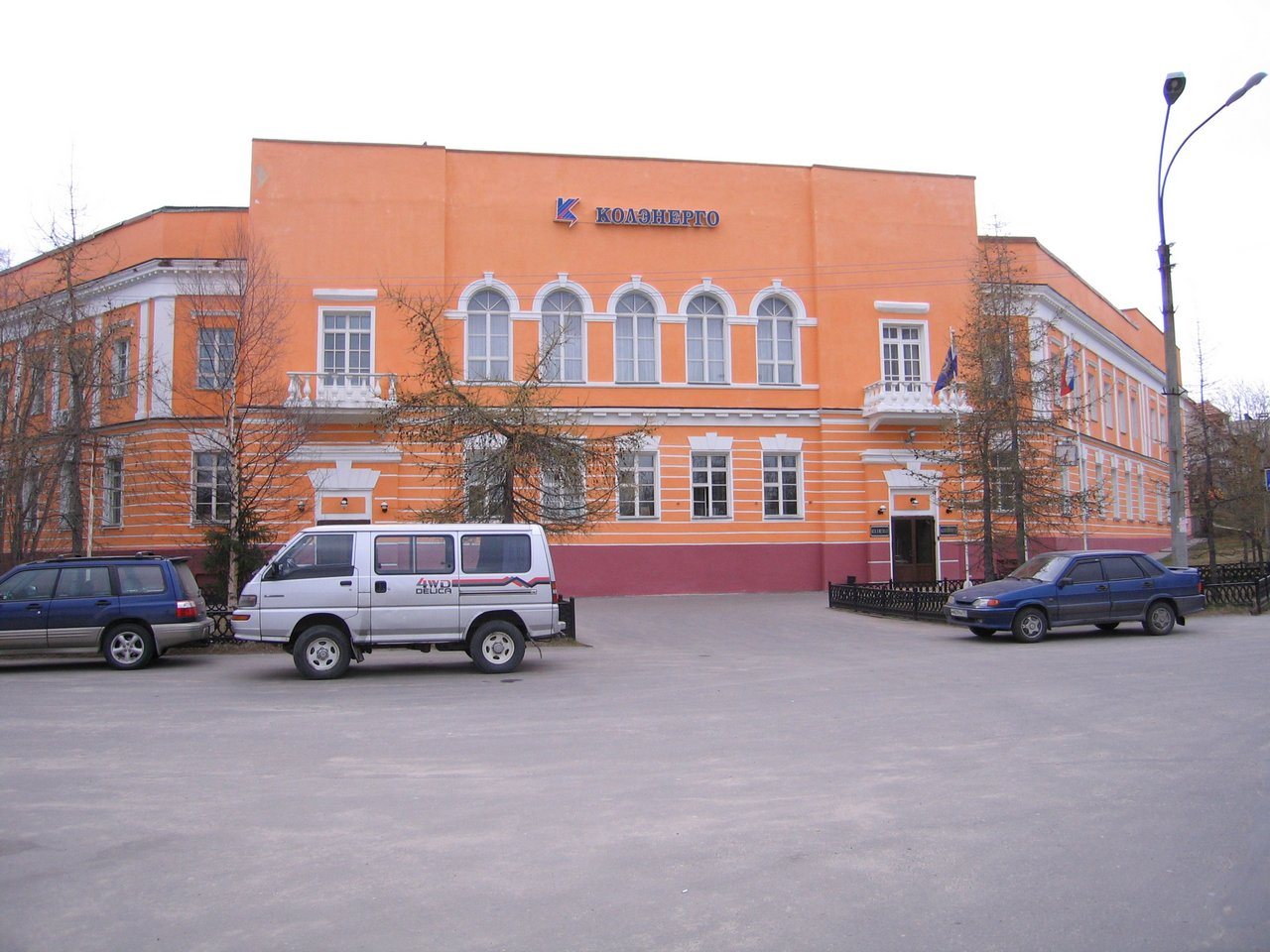
Здание компании

Колэнерго (филиал ПАО «МРСК Северо-Запада» «Колэнерго») — региональная энергетическая компания, обеспечивающая до 2005 года электрической и тепловой энергией Мурманскую область. В настоящее время осуществляет передачу и распределение электрической энергии на территории Мурманской области (как распределительная сетевая компания).

## История
Компания была основана 21 (по другим данным — 22) мая 1936 года в качестве территориального энергетического управления.
Создание и развитие компании связано с выполнением плана ГОЭЛРО, согласно которому в 1930 году на Кольском полуострове началось строительство Нивской ГЭС-2, ставшей первой электростанцией Заполярья. В 1934 году был введён в эксплуатацию её первый гидроагрегат, а в 1937 году была построена Нижнетуломская ГЭС. Эти две электростанции, соединённые линией электропередач в 1940 году, стали основой «Колэнерго».
В послевоенные годы велось активное строительство электростанций: в 1950-1960-х годах были сданы в эксплуатацию пять ГЭС Пазского каскада, а в 1970-1980-е годы — четыре ГЭС Серебрянского каскада.
В 1993 году «Колэнерго» прошло процедуру акционирования, став в результате дочерней компанией РАО «ЕЭС России». В 2005 году организация была преобразована в территориальную распределительную сетевую компанию, а в 2008 году — реорганизована в филиал ОАО «Межрегиональная распределительная сетевая компания Северо-Запада».
В 2006 году «Колэнерго» заняло 140-е место в списке 200 крупнейших компаний России по капитализации.

## Состав компании
К 2005 году ОАО «Колэнерго» состояло из шести каскадов ГЭС (Ковдинские, Нивские, Пазские, Серебрянские, Териберские, Туломские), двух ТЭЦ (Апатитская ТЭЦ, Мурманская ТЭЦ), двух предприятий электрических сетей, Энергосбыта, Кислогубской приливной электростанции. После разделения компании по видам деятельности, произведённого 1 октября 2005 года в соответствии с планом реформирования энергосистемы России, вышеуказанные предприятия были выведены из состава «Колэнерго».
В настоящее время филиал ОАО «МРСК Северо-Запада» «Колэнерго» состоит из Северных и Центральных электрических сетей.

## Потребители
По состоянию на начало 2011 года наиболее крупными клиентами, потребляющими более 70 % электроэнергии, передаваемой по сетям «Колэнерго», являются:
- Кольская горно-металлургическая компания
- Оленегорский горно-обогатительный комбинат
- Ковдорский горно-обогатительный комбинат
- ОАО «Апатит»
- Мурманская горэлектросеть